# تاکئو تاکاهاشی
تاکئو تاکاهاشی (به انگلیسی: Takeo Takahashi) با نام سابق تاکئو کیمورا (به انگلیسی: Takeo Kimura) بازیکن فوتبال اهل ژاپن و عضو تیم ملی فوتبال ژاپن است که در تاریخ ۱۷ دسامبر ۱۹۶۶ میلادی اولین بازی ملی‌اش را انجام داد. او در ۱۴ بازی ملی حضور داشت و آخرین بازی ملی خود را در تاریخ ۱۸ دسامبر ۱۹۷۰ میلادی انجام داد. تاکئو کیمورا در بازی‌های ملی‌اش
۴ گل به ثمر رساند.
نام خانوادگی اصلی او در هنگام تولد کیمورا بود اما پس از ازدواج، نام خانوادگی همسرش را اقتباس کرد.

## آمارهای تیم ملی
| تیم ملی فوتبال ژاپن | تیم ملی فوتبال ژاپن | تیم ملی فوتبال ژاپن |
| سال                 | بازی‌ها              | گل‌ها                |
| ------------------- | ------------------- | ------------------- |
| ۱۹۶۶                | ۲                   | ۱                   |
| ۱۹۶۷                | ۱                   | ۰                   |
| ۱۹۶۸                | ۲                   | ۰                   |
| ۱۹۶۹                | ۱                   | ۰                   |
| ۱۹۷۰                | ۸                   | ۳                   |
| مجموع               | ۱۴                  | ۴                   |